# Copa de España amateur de ciclismo
La Copa de España de Ciclismo es una competición ciclista amateur que se disputa en España. Tanto para ciclistas femeninas como masculinos. En el año 2017 se crea la Copa de España de Ciclismo Adaptado con todas las categorías de esta modalidad.
Aúna en una clasificación algunas clásicas (solamente una etapa) de diferentes categorías amateurs (o aficionados) españolas, con un formato parecido a la ya desaparecida Copa del Mundo de Ciclismo. Forman parte de la clasificación los ciclistas que tienen contrato con equipos ciclistas españoles (para la masculina solo los amateurs) aunque puede participar cualquier equipo. Se establece un sistema de puntuación en función de la posición conseguida en cada clásica y a partir de ahí se crea la clasificación. 
A pesar de que dicho nombre se refiera únicamente a la competición masculina élite/sub-23 anteriormente, en 1997, se creó la Copa de España de Ciclismo Femenina en diferentes categorías. Mientras, en 1999 se crearon las masculinas junto a la femenina sub-23.
Cada Copa tiene carreras y sistemas de puntuación con diferentes premios secundarios. Tal es así que las masculinas desde su inicio tienen premio por equipos y además la élite/sub-23 premios secundarios de la montaña y metas volantes, que progresivamente también fueron incluidos en la femenina. Mientras, en la femenina coinciden todas las carreras de las diferentes categorías y se incluyen otras clasificaciones para juniors y cadetes; además, también pueden participar equipos y corredoras profesionales y puntuó la carrera profesional en 2008 del Trofeo Ciudad de Sevilla.
Las Copas constan de entre 6 y 10 carreras que han variado durante las diferentes ediciones de la prueba. Siempre se disputan en fin de semana para facilitar el desplazamiento de corredores y logística al lugar de la prueba.
Están organizadas por la Federación Española de Ciclismo. 
En la actualidad existe la Copa de España de Ciclismo Profesional para ciclistas y equipos españoles del calendario de ciclismo profesional de España realizado por la Real Federación Española de Ciclismo.

## Carreras
| - Gran Premio Comunidad de Cantabria-Meruelo-Villa de Noja - Trofeo Mapfre Bicicletas Jonny - Gran Premio Muniadona - Gran Premio Ciudad de Elda - Trofeo Roldán - Trofeo de Ciclismo Femenino Zamora - Trofeo Gobierno de la Rioja - Zizurkil-Billabona Sari Nagusia - Trofeo Villa de Marín Además formaron parte otras carreras, solamente durante algunas ediciones: - Trofeo Ciudad de Sevilla (2004-2008) - Gran Premio Txori-Erri - G. P. Óscar Sevilla-Ossa de Montiel - Gran Premio San Isidro - Clásica de la Montaña Palentina - Gran Premio Villarcayo (2014) | - Circuito Guadiana - Trofeo Guerrita - Clásica Aiztondo - Gran Premio Macario - Memorial Valenciaga - Clásica Torredonjimeno - Memorial Pascual Momparler - Santikutz Klasika Además formaron parte otras carreras, solamente durante algunas ediciones: - Cursa Ciclista del Llobregat (1999-2010) - Gran Premio Diputación de Pontevedra (2007-2011) - Memorial Rodríguez Inguanzo (?-2013) |